# Stephanie del Valle

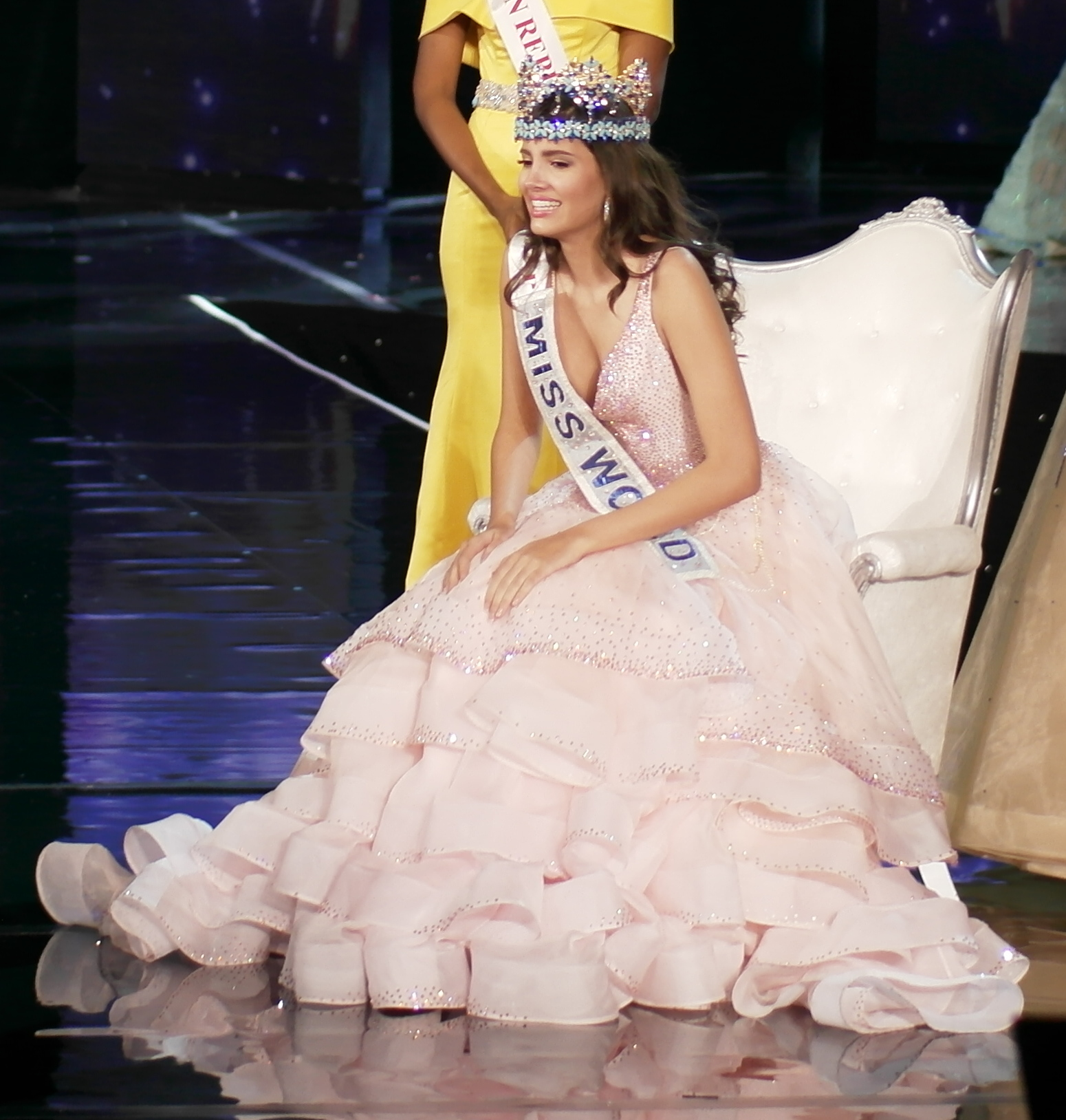
Del Valle no dia que venceu

Stephanie del Valle Díaz (30 de dezembro de 1996) é uma porto-riquenha que venceu o Miss Mundo 2016. Ela foi a segunda de seu país a levar a coroa neste concurso, tendo sido precedida por Wilnelia Merced em 1975.

## Biografia
Stephanie é filha do advogado Jesús del Valle e Diana Díaz e tem dois irmãos mais velhos, Gretchen e Omar. Na época em que participou dos concursos de beleza, era modelo, cantora e estudante de direito e de comunicação e a família morava nos Estados Unidos.
Ela fala fluentemente espanhol, inglês e francês.

## Participação em concursos de beleza

### Miss Porto Rico Mundo
Stephanie foi coroada Miss Porto Rico Mundo em março de 2016, representando Toa Baja, num concurso que segundo o Primera Hora foi "mais modesto, com transmissão pelo canal Punto 2 da Telemundo, o que pode ter limitado o público que normalmente acompanha esse tipo de evento".

### Miss Mundo
Em dezembro de 2016, aos 19 anos, derrotando outras 112 candidatas, ela foi eleita Miss Mundo no MGM National Harbor, localizado em Oxon Hill, Maryland, nos Estados Unidos. Segundo o jornal Primera Hora, "muitos porto-riquenhos receberam com surpresa a notícia de que Stephanie del Valle se tornou a segunda Miss Mundo de Porto Rico". Após vencer, segundo o Life Style, ela disse: "honestamente, achei que não ia ganhar".
Em janeiro de 2013, ela voltou pela primeira vez para seu país-natal e foi recebida no aeroporto pelo governador Ricardo Rosselló e pela primera-dama Beatriz. No país, ela participou de diversas atividades, como visitas a hospitais.
Durante seu reinado, para realizar seu trabalho, ela visitou diversas cidades e países, incluindo Londres (Inglaterra), China, Índia, Indonésia e Porto Rico. Ela também participou dos mais variados compromissos, como do Royal Ascot em Londres.

## Vida após os concursos
Logo após coroar sua sucessora, Stephanie foi convidada por Julia Morley, dona da Organização Miss Mundo, a continuar trabalhando com a instituição como embaixadora do projeto Beauty With Purpose.
Em 2018, surgiram rumores de que ela estaria namorando um inglês e que este seria Barney Walsh, filho da coreógrafa do Miss Mundo, Donna Derby. O casal chegou a aparecer junto algumas vezes, inclusive com Barney e Stephanie tendo postado fotos em suas contas no Instagram. Em 2018, o jornal El Nuevo Día escreveu que "o galã já visitou Porto Rico para conhecer os pais da Miss Mundo 2016". No entanto, nenhum dos dois confirmou até agora o namoro.
O namoro foi finalmente confirmado em fevereiro de 2022.
Controvérsia durante o Miss Mundo 2021
Em março de 2021, Stephanie foi a responsável por anunciar em Porto Rico que o país seria a sede do Miss Mundo 2021.
Stephanie foi a idealizadora e organizadora desta edição do evento, mas após o concurso ser cancelado em dezembro de 2021 devido a diversos casos de covid-19 entre as candidatas, com a final passando a ser prevista para 16 de março de 2022, no início de fevereiro a imprensa reportou que sua empresa Reignite Puerto Rico tinha sido processada pela empresa Puerto Rico with a Purpose por "fraude, roubo e quebra de contrato". As informações eram de que ela não havia repassado 1,25 milhões de dólares Puerto Rico with a Purpose, com a qual tinha celebrado uma parceria para realizar o evento. No entanto, duas semanas depois, um juiz disse que ela, sim, já tinha feito o reembolso, para o Departamento do Turismo. 
No dia 28 de fevereiro ela divulgou em seu Instagram que não participaria da final do evento. "Vai contra os meus princípios. (...) Só fizeram isto para me prejudicar", escreveu. Ela também pedia um indenização de 31 milhões à Puerto Rico with a Purpose por difamação e o processo seguiu para a instância civil.